# Micropolluant
Un micropolluant est une substance (minérale, biologique, organique, radioactive..) polluante (et donc altéragène biologique, physique ou chimique) présente dans des concentrations très faibles dans l'eau (de l'ordre du microgramme ou du nanogramme par litre), dans l'air ou le sol, et qui peut avoir une action toxique ou écotoxique pour tout ou partie des organismes ou l'écosystème. Par exemple : les résidus médicamenteux, les hormones, les pesticides ou encore les cosmétiques.
Certains de ces produits sont plus ou moins rapidement dégradables, d'autres ne le sont pas.  

## Enjeux
Beaucoup de ces produits sont présents en nombre croissant dans l'environnement (« polluants émergents » ), souvent présent en faibles doses et en cocktails de polluants ce qui pose des problèmes toxicologiques et écotoxicologiques complexes. Comme ils sont diffus dans les masses d'eau, d'air et dans le sol, il est difficile de leur appliquer le principe pollueur-payeur et de les épurer dans l'environnement. La solution la plus efficace est de traiter les effluents industriels, agricoles, domestiques et urbains avant leur rejet dans le milieu. Les médicaments posent problème, le papier hygiénique, qu'il soit recyclé ou non, est source de pollution.
L'identification des micropolluants et leur traçage peut permettre de mieux les éliminer en amont au niveau industriel, ou de les faire disparaître grâce à l'utilisation de produits alternatifs moins polluants ou biodégradables.

## Par pays

### Union européenne
En 2009, la Directive-cadre sur l'eau (DCE) impose aux STEP (stations d'épuration) de mesurer dans leurs effluents certains micropolluants rejetés dans le milieu récepteur. 41 substances dites prioritaires ou dangereuses prioritaires ont été retenues, à réduire ou éliminer des effluents traités, avant 2015 (ou 2021 pour les moins dangereuses) pour retrouver le bon état écologique. 

#### France
La définition française du micropolluant est : « substance indésirable détectable dans l’environnement à très faible concentration (microgramme par litre voire nanogramme par litre). Sa présence est, au moins en partie, due à l’activité humaine (procédés industriels, pratiques agricoles ou activités quotidiennes) et peut à ces très faibles concentrations engendrer des effets négatifs sur les organismes vivants en raison de sa toxicité, de sa persistance  et  de  sa  bioaccumulation.  De  nombreuses  molécules  présentant  des  propriétés  chimiques différentes  sont  concernées  (plus  de  110 000  molécules  sont  recensées  par  la  réglementation  européenne), qu’elles  soient  organiques  ou  minérales,  biodégradables  ou  non  tels  les  plastifiants,  détergents,  métaux, hydrocarbures, pesticides, cosmétiques ou encore les médicaments ».
Coûts : éliminer les micropolluants de l'eau est coûteux : 60 000 à 200 000 euros/kilogramme de pesticides éliminés dans l’eau pour la rendre potable mais selon la cour des comptes, le traitement préventif serait 2 à 5 fois moins cher au m3 que le traitement curatif. Le coût de la restauration du bon état des masses d’eau dépasse de loin le coût de la surveillance de la qualité des milieux (En 2007-2010, la surveillance DCE a couté en Europe environ 30,5 millions d’euros/n en moyenne par an + 15 millions pour des réseaux de surveillance complémentaires, à comparer aux 27 milliards d’euros de mesures de restauration pour 2010-2015 .

De 1998 à 2008, presque 440 captages (sur 34 000) ont été abandonnés par an , principalement à la suite d'une dégradation de la qualité de l'eau (41 % des cas) et souvent à cause de polluants diffus d'origine agricole (nitrates ou déchets en quantité dispersée tels que résidus de pesticides).

##### Premier «Plan micropolluant»
Il a été préparé à partir de 2012, devant remplacer trois plans antérieurs (le plan national de lutte contre les polychlorobiphényles (PCB), plan national sur les micropolluants, plan national sur les résidus de médicaments, tous arrivés à terme avant 2016). Il s'appuie aussi sur la recherche de 180 micropolluants via près de 30 000 analyses dans 248 points de prélèvements.
Seize molécules n'étant recherchées que dans les DOM. Ces molécules font partie d'une dizaine de familles de polluants dits « émergents » (dont pesticides, biocides, résidus médicamenteux, hydrocarbures aromatiques polycycliques (HAP). Les résultats devaient être publiés au printemps 2013, et étudiés avec l'Onema, l'Ineris, le Brgm, Ifremer et divers acteurs de bassin pour notamment orienter la "liste de substances pertinentes à surveiller au niveau national" (devant être mise en œuvre en 2014). 
Ce plan ciblait environ 100 000 molécules potentielles, pour construire des stratégies hiérarchisées et centrées sur les molécules les plus préoccupantes. Il a notamment permis :
- de rationaliser le dispositif national de surveillance et d'évaluation des risques liés des micropolluants (en structurant l'expertise et de la R&D françaises autour de l'ONEMA, avec des études menées dans les bassins en appui aux SDAGE et Programmes de Mesures, en priorisant des micropolluants à surveiller pour le prochain cycle DCE) ,
- de consolider le réseau de surveillance et le cadre réglementaire, en normalisant des méthodes analytiques, en formant des acteurs de la surveillance, avec le consortium AQUAREF (BRGM, INERIS, IRSTEA, Ifremer, LNE) ;
- d'offrir des références bibliographiques, techniques et technicoéconomiques sur les micropolluants (guides AQUAREF, portail substances chimiques géré par l’INERIS, pages Contaminants de l'ONEMA…) ;
- de formaliser des retours d'expérience (sur les moyens de détecter les micropolluants et leurs impacts) ;
- de publier des dizaines de valeurs guides pour des molécules qui n'en avaient pas ;
- de faire des bilans de contamination environnementale à partir des données de surveillance chimique, avec un bilan initial 2007-2009 par le CGDD-SoeS et Ifremer, ensuite mis à jour régulièrement sur internet.

##### Plan micropolluants 2016–2021
Orienté vers l'eau (sous-titré « préserver la qualité des eaux et la biodiversité ») ce second plan a été publié, avec 3 objectifs (réduire, connaître, prioriser) déclinés en 14 leviers et 39 actions qui concernent toute molécule susceptible de polluer la ressource en eau. Il recherche la protection « des eaux de surface continentales et littorales, des eaux souterraines, du biote, des sédiments et des eaux destinées à la consommation humaine ». Il s'inscrit dans la stratégie nationale sur les perturbateurs endocriniens (mai 2014) et dans le 3ème Plan National Santé Environnement ou PNSE3 (dont il constitue l’action 53   (PNSE 3), en cohérence avec les plans Ecophyto 1 et 2 (réduction des pollutions par les pesticides), le plan national d’alerte sur les antibiotiques et le plan Ecoantibio (2012-2017). 
Il vise à répondre aux objectifs de bon état des eaux fixés par la directive cadre sur l’eau (DCE) et participe à ceux de la directive cadre stratégie milieu marin (DCSMM) en limitant l’apport de polluants via les cours d’eau au milieu marin.. Comme le « plan national sur les résidus de médicaments dans les eaux » il invite à mettre en place « une meilleure gestion des déchets issus de médicaments dans les établissements de santé et médico-sociaux devrait également être mise en place. ». Il propose des actions portant par exemple sur les appareils en fin de vie contenant des PCB, les rejets industriels, les sédiments pollués, la généralisation de bonnes pratiques chez les artisans, etc. 
En associant un système d'ozonation et une filtration sur charbon activé, il est possible d'épurer de nombreux polluants en presque totalité. Parmi les premières communes de France à l'avoir fait, volontairement figurent par exemple Valbonne Sophia Antipolis (station d'épuration des Bouillides ou Saint-Pourçain-sur-Sioule où une densité élevée en sites médicaux était responsable du rejets de nombreux résidus de médicaments dans la Sioule (affluent de l'Allier (rivière).(Hormones, médicaments cardio-vasculaires, antidépresseurs, antiépileptiques, traitements anticancéreux qui peuvent affecter de nombreuses espèces et générer l'apparition ou l'entretien d'espèces antibiorésistantes, sources de risque nosocomial). 
Ces résidus sont essentiellement apportés par les eaux usées (via urines et excréments essentiellement) ; la Step (capacité de 9.000 équivalents les détruit ou les isole ; elle a couté 4 millions d'euros dont 700 000 consacrés à la destruction des micropolluants. Restent les résidus de médicaments vétérinaires et de pesticides apportés par le ruissellement.
Les stations d'épuration n'ont pas encore obligation d'éliminer les micropolluants, et peu de subventions les y encouragent.

### Suisse
En Suisse, la modification de la loi fédérale et de l'ordonnance sur la protection des eaux de 2015 rend obligatoire l'élimination d'au moins 80 % des micropolluants en sortie de station d'épuration.
Selon l'Office fédéral de l'environnement, en 2020, seulement environ 10 % des eaux usées passent par une étape de traitement des micropolluants (une dizaine de stations d'épuration sur 800).